# Fernando Di Leo
Fernando Di Leo (San Ferdinando di Puglia, 11 januari 1932 - Rome, 1 december 2003) was een Italiaans scenarioschrijver en filmregisseur. Tussen 1964 en 1985 regisseerde hij twintig films en schreef hij er (al dan niet in samenwerking) 43.
Hij begon met het schrijven van spaghettiwesterns, waarvan de bekendste Per un pugno di dollari (1964) van Sergio Leone werd. Het was deze film die de Italiaanse western zo'n boost gaf dat het komende decennium er in honderden gemaakt werden. Toen Leone het vervolg (Per qualche dollaro in più) maakte was Di Leo diens regie-assistent.
Di Leo zal vooral herinnerd worden door zijn poliziottesco-films, met name door zijn Milieu Trilogie (die hij zowel schreef als regisseerde). De trilogie bestaat uit Milano calibro 9 (1972), La mala ordina (Manhunt, 1972) and Il boss (The Boss, 1973).

## Filmografie als regisseur
- Gli eroi di ieri... oggi... e domani (1964)
- Rose rosse per il fuehrer (Red Roses for the Fuhrer, 1968)
- I ragazzi del massacro (Naked Violence, 1969)
- Brucia, ragazzo, brucia (A Woman on Fire, 1969)
- Amarsi male (A Wrong Way to Love, 1969)
- La bestia uccide a sangue freddo (Slaughter Hotel, ook bekend als The Beast Kills in Cold Blood, 1971)
- Milano calibro 9 (Caliber 9, 1972)
- La mala ordina (Manhunt, 1972)
- Il boss (The Boss, 1973)
- La seduzione (Seduction, 1973)
- Il poliziotto è marcio (Shoot First, Die Later, 1974)
- Colpo in canna (Loaded Guns, 1975)
- La città sconvolta: caccia spietata ai rapitori (Kidnap Syndicate, 1975)
- Gli amici di Nick Hezard (Nick the Sting, 1976)
- I padroni della città (Rulers of the City, ook bekend als Mister Scarface, 1976)
- Diamanti sporchi di sangue (Blood and Diamonds, 1977)
- Avere vent'anni (To Be Twenty, 1978)
- Vacanze per un massacro (Madness, 1980)
- Razza violenta (The Violent Breed, 1984)
- Killer Contro Killers (Killer Vs Killers, 1985)